# Igor Wołk

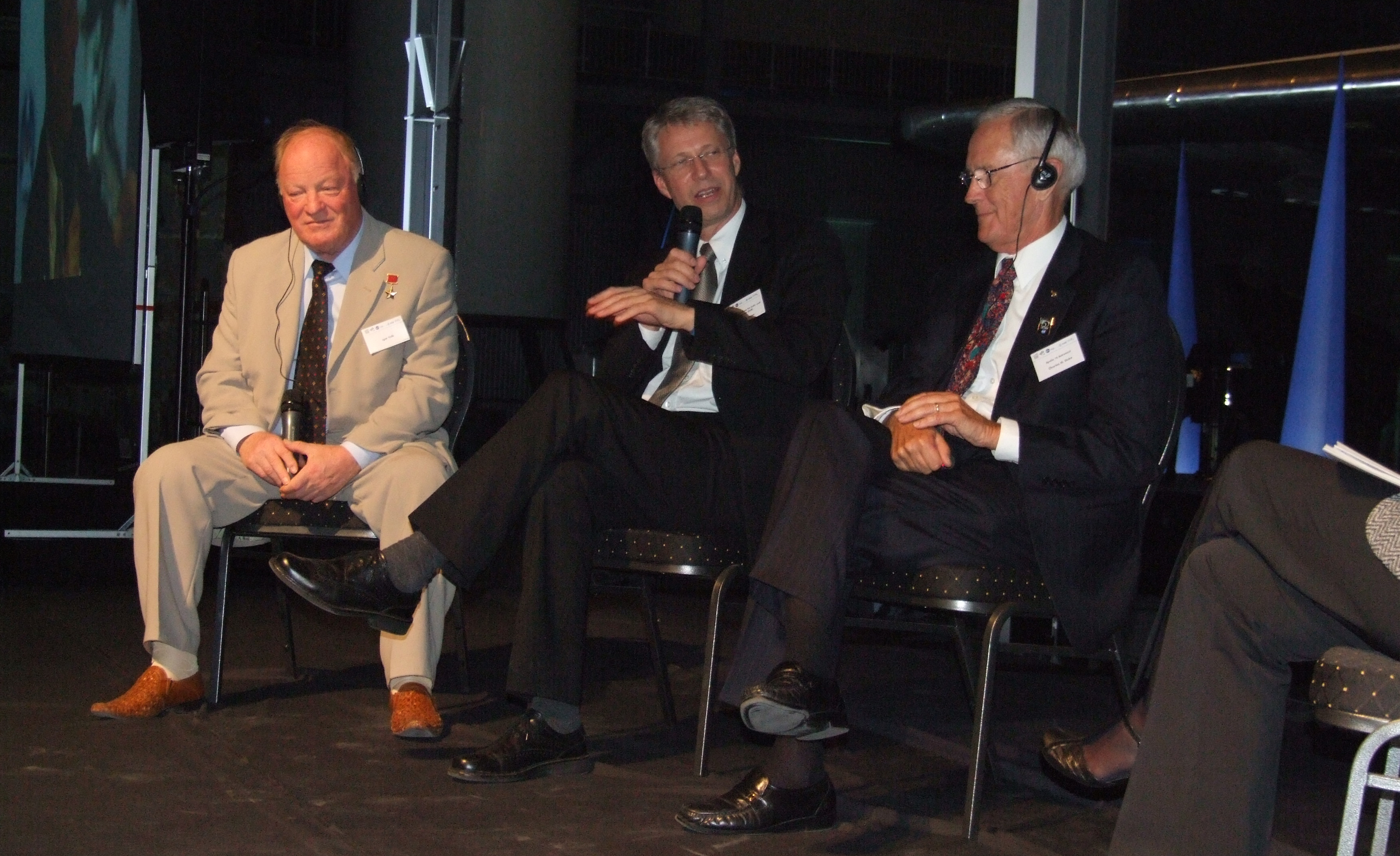
Od lewej: kosmonauta Igor Wołk, astronauta Thomas Reiter, astronauta Charles Duke

Igor Pietrowicz Wołk (ros. Игорь Петрович Волк, ur. 12 kwietnia 1937 w Zmijiwie, obwód charkowski, ZSRR, zm. 3 stycznia 2017) – radziecki kosmonauta i pilot oblatywacz.

## Życiorys

### Służba wojskowa i kariera oblatywacza
Wołk był pilotem bombowym w radzieckich Wojskowych Siłach Powietrznych – zaciągnął się w 1954 i już po dwóch latach ukończył szkołę lotniczą w Kirowogradzie. W 1962 roku wstąpił na Moskiewski Instytut Lotniczy, w rok później odszedł do rezerwy. W tamtym okresie został oblatywaczem w Biurze Konstrukcyjnym Mikojana, gdzie pilotował konstrukcje doświadczalne, m.in. w ramach programu Spiral. Wylatał ponad 7000 godzin na ponad 80 typach samolotów (z tego 3500 godzin jako oblatywacz).

### Loty w kosmos
Od kwietnia 1979 do grudnia 1980 przechodził szkolenie w Centrum Wyszkolenia Kosmonautów im. J. Gagarina w Gwiezdnym Miasteczku. Został powołany do korpusu kosmonautów 12 kwietnia 1980 roku. Jako kosmonauta-badacz brał udział w misji Sojuz T-12 na stację kosmiczną Salut 7. Jednym z celów misji było sprawdzenie wpływu długotrwałego lotu w kosmosie na wydolność Wołka podczas pilotażu – bezpośrednio po powrocie na Ziemię odbył lot samolotami Tu-154 i MiG-25. Było to przygotowanie do planowanego szkolenia do lotów na orbiterach typu Buran. W uznaniu zasług 29 lipca 1984 roku został odznaczony orderem Bohater Związku Radzieckiego.
Po locie kosmicznym, Igor Wołk został szefem szkolenia kosmonautów w programie Buran. Sam odbył 13 lotów(pierwszy 10 listopada 1985), oraz liczne kołowania na egzemplarzu testowym OK-GLI; miał być także pilotem pierwszego lotu załogowego wahadłowca Buran. Na podstawie jego doświadczeń zaprogramowano komputer pokładowy Burana w dziewiczym locie orbitalnym. Po zamknięciu programu pracował jako kierownik Lotniczego Instytutu Badawczego Gromowa. Odszedł na emeryturę w 1995 roku. Był prezesem Aeroklubu Rosyjskiego oraz wiceprezesem Międzynarodowej Federacji Lotniczej.
Żonaty, miał dwójkę dzieci. Zmarł w Bułgarii, przyczyny zgonu nie podano.

## Odznaczenia
- Bohater Związku Radzieckiego
- Lotnik Kosmonauta ZSRR
- Zasłużony oblatywacz ZSRR
- Order „Za zasługi dla Ojczyzny” IV klasy
- Order Lenina
- Order Czerwonego Sztandaru Pracy
- Order Przyjaźni Narodów
- Medal „Za zasługi w podboju kosmosu”
- Universal Astronaut Insignia za lot orbitalny (nr 143, pośmiertnie) – Stowarzyszenie Uczestników Lotów Kosmicznych (Association of Space Explorers(inne języki))[6]